# Sangeeta Kaur
Sangeeta Kaur hay Teresa Mai có tên là Mai Xuân Loan (sinh năm 1980) là nữ ca sĩ, nhạc sĩ, nhà sản xuất âm nhạc, giáo viên dạy yoga và doanh nhân người Mỹ gốc Việt. Tại Giải Grammy lần thứ 64 diễn ra ở Mỹ, Sangeeta Kaur đạt giải với thể loại hạng mục Album đơn ca cổ điển (Best Classical Solo Vocal Album) với album Mythologies. Cô là ca sĩ người Mỹ gốc Việt đầu tiên được đề cử và nhận Giải Grammy từ trước đến nay.

## Cuộc đời

### Tuổi thơ và giáo dục
Sangeeta Kaur tên đầy đủ tiếng Việt là Mai Xuân Loan. Cô sinh tại Montclair, California, Hoa Kỳ với cha mẹ là người Việt. Cô lớn lên tại Manhattan Beach, California và Little Saigon ở Quận Cam, California.  Lúc nhỏ, cha mẹ Teresa Mai muốn hướng con theo những ngành nghề khác và không chấp nhận cho cô theo học opera. Tuy nhiên, bằng những nỗ lực của bản thân nên tài năng và đam mê của cô đã thuyết phục được được gia đình chấp nhận cho cô theo con đường âm nhạc.

### Sự nghiệp
Sangeeta Kaur đã tốt nghiệp bằng Master âm nhạc biểu diễn tại nhạc viện ở Boston, Massachusetts. Cô đã học thêm 2 năm tại Venice, Ý để lấy bằng cao học về luyện thanh.
Mai Xuân Loan từng tham gia cuộc thi Hoa hậu Thế giới người Việt năm 2011. Tuy được sinh ra tại Hoa Kỳ nhưng Teresa Mai vẫn có thể trả lời tốt khi được phỏng vấn bằng Tiếng Việt. Cô hát tiếng Việt khá thuần thục và từng xuất hiện trong một số của chương trình của Paris by Night. 
Mai Xuân Loan từng là một Tín hữu Công giáo với tên thánh lúc rửa tội là Teresa. lúc nhỏ cô từng biểu diễn trong dàn hợp xướng của nhà thờ. Hiện nay cô là một Phật tử Tây Tạng và Kundalini.
Sangeeta Kaur đã từng biểu diễn tại nhiều nơi bao gồm Nhà hát Opera Sydney, Trung tâm Lincoln, Trung tâm Nghệ thuật Segerstrom, Trung tâm Biểu diễn Melbourne và cùng những nơi khác. Tháng 5 năm 2021, cô biểu diễn trong chuỗi chương trình âm nhạc Front & Center của PBS, (Sangeeta Kaur and Friends) biểu diễn cùng Jon Anderson của Yes và Jake Shimabukuro.
Teresa Mai mang nhiều ảnh hưởng từ bộ môn yoga cũng như triết học của Ấn Độ. Cô đổi tên thành Sangeeta Kaur dựa theo sự gợi ý của người thầy dạy cô môn yoga; nó mang ý nghĩa là "công chúa của âm nhạc và sự hài hòa trong âm nhạc". Cô cũng từng góp mặt trong nhiều tác phẩm của nhà soạn nhạc Ấn Độ Kej và nghệ sĩ nhạc rock Stewart Copleand. Khi trả lời phỏng vấn Sangeeta Kaur tiết lộ cô "rất muốn sang Việt Nam để tổ chức hòa nhạc". Trước đây cô đã từng đến Hà Nội và Thành phố Hồ Chí Minh trong khoảng hai tuần nhưng không đến để hát mà để dạy yoga.
Năm 2016, trong vai trò nhà sản xuất nhạc kịch, Teresa Mai cho ra đời các vở kịch Niguma, The Mantra Project biểu diễn tại sân khấu kịch The Broad ở Santa Monica, Hoa Kỳ.  Teresa Mai còn là thành viên sáng lập "Empower With Art Productions", một tổ chức phi lợi nhuận bao gồm một công ty sản xuất âm nhạc. Cô hiện đang sở hữu phòng thu âm Austin, Texas, Mỹ khá nổi tiếng và một trung tâm dạy thiền tọa lạc tại quận Cam, California, Mỹ.

### Gia đình
Teresa Mai lập gia đình cùng nghệ sĩ guitar Hải Nguyễn. Hai người vẫn thường biểu diễn cùng nhau kể từ năm 2009. Sangeeta Kaur và Hải Nguyễn hiện phải sắp xếp công việc để chia thời gian cho hai nơi, giữa California và một trang trại  gần Austin, Texas. Trang trại này được hai người mua để xây dựng một phòng thu âm Studio Hill và chỗ để ở. Cũng nơi đây, Kaur hiện đang thực hiện một số dự án sản xuất phim và thu âm nhạc.

## Giải thưởng
Ngày 4 tháng 4 năm 2022, trong Lễ trao giải Grammy lần thứ 64 tại MGM Grand Garden Arena, Las Vegas, Hoa Kỳ, Sangeeta Kaur đã giành Giải thưởng Grammy ở hạng mục hạng mục Album đơn ca cổ điển (Best Classical Solo Vocal Album) được trao cho đĩa nhạc Mythologies của Sangeeta Kaur và Hila Plitmann. Tác phẩm này của nữ nghệ sĩ piano Danaë Xanthe Vlasse do Sangeeta Kaur thể hiện.
Hạng mục Album giọng ca độc tấu cổ điển chỉ có 5 albums được bình chọn cho mỗi hạng mục và đây là lần đầu tiên một giọng hát nữ của Á Đông hay giọng hát người Mỹ gốc Việt, được đề cử tham gia trong lịch sử của Grammy từ 1959 đến nay.

## Tác phẩm
Teresa Mai đã phát hành 6 album được cho là  thành công gồm có: Niguma, Ascension, Mirrors, Compassion, Illuminance và Mythologies.